# 渴水日戰爭
渴水日戰爭（阿拉伯语：‎），是724年阿拉伯倭馬亞王朝與突騎施汗國蘇祿在錫爾河畔苦盏發生的戰爭，突騎施蘇祿可汗是在接到河中粟特王國請求下出兵。
由穆斯林·伊本·薩伊迪·阿酗-卡拉比率領下的倭馬亞軍在費爾干納聽到突騎施軍隊南下的消息慌忙撤退，被突騎施軍隊追逐和騷擾。11天後倭馬亞軍隊到達了錫爾河，與河中粟特諸國-突騎施軍決戰並慘敗，只剩下少數人撤回撒馬爾罕。
倭馬亞軍的失利導致了穆斯林在中亞大部分地區的統治崩潰，直到突騎施汗國內亂，蘇祿738年被殺後阿拉伯人才恢復對河中的統治。